# Antsla (obec)
Obec Antsla (estonsky Antsla vald) je samosprávná obec v estonském kraji Võrumaa. V roce 2017 byla do ní začleněna sousední obec Urvaste. 

## Sídla
V obci žije přes čtyři tisíce obyvatel, z toho více než třetina ve městě Antsla a zbytek ve dvou městečkách Kobela a Vana-Antsla a vesnicích Anne, Antsu, Haabsaare, Jõepera, Kaika, Kikkaoja, Kollino, Kraavi, Litsmetsa, Luhametsa, Lusti, Madise, Mähkli, Oe, Piisi, Rimmi, Roosiku, Savilöövi, Soome, Säre, Taberlaane, Tsooru, Viirapalu, Ähijärve, Kassi, Kirikuküla, Koigu, Kuldre, Kõlbi, Lümatu, Pihleni, Ruhingu, Toku, Uhtjärve, Urvaste, Uue-Antsla, Vaabina a Visela. Administrativním centrem obce je město Antsla, podle něhož je též obec pojmenována.